# Phyllachora distinguenda
Phyllachora distinguenda är en svampart som beskrevs av Rehm 1897. Phyllachora distinguenda ingår i släktet Phyllachora och familjen Phyllachoraceae.   Inga underarter finns listade i Catalogue of Life.